# Paul Brooke
Paul Brooke (Londra, 22 novembre 1944) è un attore britannico.
Ha un figlio, Tom, anche'egli attore.

## Filmografia parziale

### Cinema
- 4 farfalle per un assassino (Straight On till Morning), regia di Peter Collinson (1972) - non accreditato
- Il segreto di Agatha Christie (Agatha), regia di Michael Apted (1979)
- Solo per i tuoi occhi (For Your Eyes Only), regia di John Glen (1981)
- Il ritorno dello Jedi (Return of the Jedi), regia di Richard Marquand (1983) - non accreditato
- Greystoke - La leggenda di Tarzan, il signore delle scimmie (Greystoke: The Legend of Tarzan, Lord of the Apes), regia di Hugh Hudson (1984)
- Revolution, regia di Hugh Hudson (1985)
- La tana del serpente bianco (The Lair of the White Worm), regia di Ken Russell (1988)
- Scandal - Il caso Profumo (Scandal), regia di Michael Caton-Jones (1989)
- Un'arida stagione bianca (A Dry White Season), regia di Euzhan Palcy (1989)
- Duca si nasce! (Splitting Heirs), regia di Robert Young (1993)
- Giovanna d'Arco (The Messenger: The Story of Joan of Arc), regia di Luc Besson (1999)
- L'erba di Grace (Saving Grace), regia di Nigel Cole (2000)
- Il cielo cade, regia di Andrea e Antonio Frazzi (2000)
- Il diario di Bridget Jones (Bridget Jones's Diary), regia di Sharon Maguire (2001)
- L'intrigo della collana (The Affair of the Necklace), regia di Charles Shyer (2001)
- Alfie, regia di Charles Shyer (2004)
- Il fantasma dell'Opera (The Phantom of the Opera), regia di Joel Schumacher (2004)
- Oliver Twist, regia di Roman Polański (2005)
- The Edge of Love, regia di John Maybury (2008)

### Televisione
- Nostromo (Joseph Conrad's Nostromo), regia di Alastair Red – miniserie TV (1996)
- L'ispettore Barnaby (Midsomer Murders) – serie TV, episodio 1x04 (1998)
- Relic Hunter – serie TV, episodio 1x21 (2000)
- Il principe e il povero (The Prince and the Pauper), regia di Giles Foster – film TV (2000)
- Miss Marple (Agatha Christie's Marple) – serie TV, episodio 4x01 (2008)

## Doppiatori italiani
Nelle versioni in italiano delle opere in cui ha recitato, Paul Brooke è stato doppiato da:
- Paolo Lombardi in Tutto è bene quel che finisce bene, Relic Hunter, Il fantasma dell'Opera, The Edge of Love
- Gianni Marzocchi ne Il segreto di Agatha Christie
- Alessandro Rossi in Greystoke - La leggenda di Tarzan, il signore delle scimmie
- Franco Zucca in La tana del serpente bianco
- Renato Cortesi in Un'arida stagione bianca
- Mino Caprio in L'intrigo della collana
- Goffredo Matassi ne Il diario di Bridget Jones
- Pietro Biondi in Oliver Twist
- Toni Orlandi in Tutto è bene quel che finisce bene (ridoppiaggio)
- Massimo Milazzo in La tana del serpente bianco (ridoppiaggio)